# Лотито, Мишель
Мишель Лотито; Месьё Съешьвсё (фр. Michel Lotito; Monsieur Mangetout; 16 июня 1950, Виллар-Бонно — 17 апреля 2006, Гренобль, Франция) — французский эстрадный артист, ставший известным благодаря поеданию неорганических предметов (металл, стекло).

## Талант
Первый раз Лотито съел стеклянный стакан в 9 лет, чтобы завоевать расположение сверстников. Публично выступать стал с 1966 года. На своих выступлениях он употреблял в пищу неорганические предметы, такие как велосипеды, тележки из супермаркета, телевизоры.

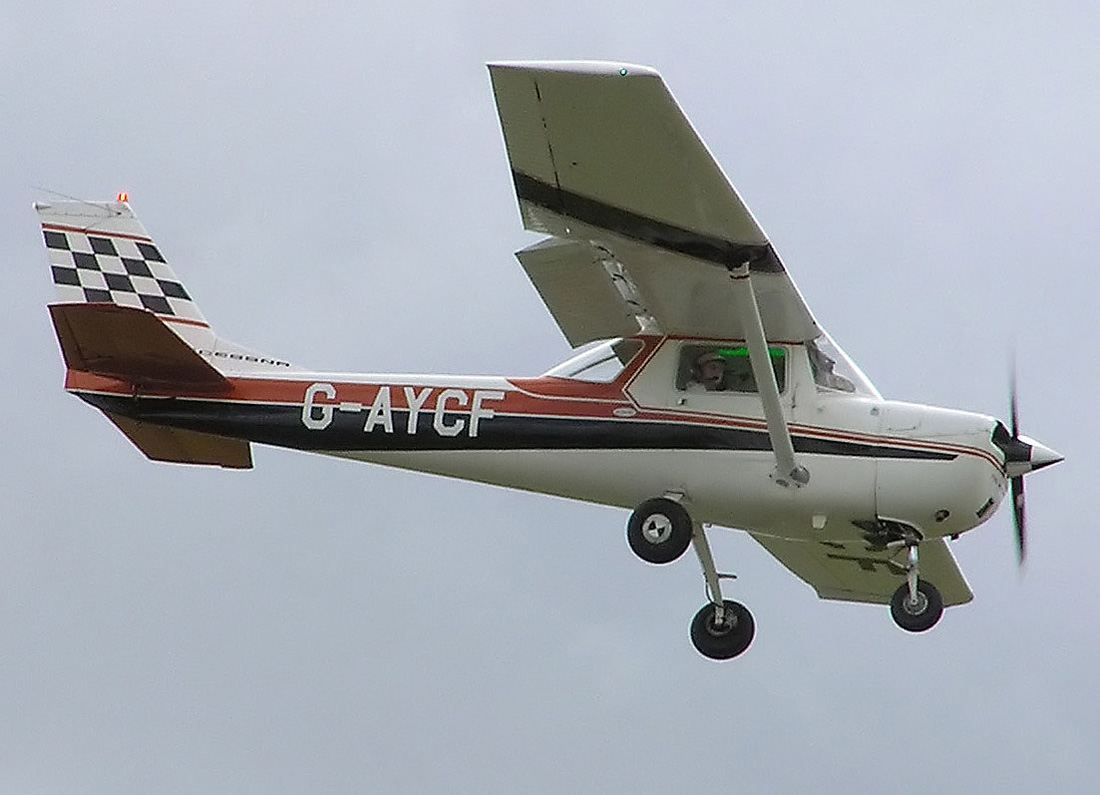
Самолёт «Цессна-150»

Лотито утверждал, что не страдает от негативных последствий потребления материалов, даже если материал является потенциально вредным. Лотито поедал в среднем в день около 900 граммов неорганических веществ, перемешивая их с минеральным маслом и запивая всё большим количеством воды. Вначале он делил предметы на мелкие куски, затем добавлял масло для смазки горла и запивал водой.
В период с 1959 по 1997 год Мишель Лотито съел почти 9 тонн металла, однако не существует видеосъемок, рентгеновских снимков, достоверных свидетельских показаний или официально задокументированных фактов употребления существенных объёмов металла, стекла и других несъедобных материалов.
Врачи, исследовавшие организм Мишеля Лотито, утверждали, что его пищеварительная система адаптировалась к столь экзотичным продуктам. Толщина стенок его желудка была примерно в два раза больше, чем у обычного человека.
Самым значительным достижением «месьё Съешьвсё» является поедание самолёта «Цессна-150», на которое ушло 2 года. В память о попадании в «Книгу рекордов Гиннесса» Мишель Лотито получил специальную латунную табличку, которую также съел.
Умер 25 июня 2007 года от сердечного приступа.

## Список съеденных вещей
- 18 велосипедов
- 15 тележек из супермаркета
- 7 телевизоров
- пара лыж
- самолёт «Цессна-150»
- компьютер[3]
- гроб
- 2 холодильника
- 100 лезвий для бритвы[2]
- 6 люстр[2]
- 2 кровати[2]
- Памятная табличка «Книги рекордов Гиннесса» из латуни